# Korian
Korian er en fransk virksomhed, der driver plejehjem. I Frankrig kaldes det EHPAD (Établissement d'hébergement pour personnes âgées dépendantes). Korian har plejehjem i Frankrig, Tyskland, Belgien, Italien, Spanien og Nederlandene.
Selskabet blev skabt ved en fusion mellem Finagest og Serience i 2003.